# Jean-Christophe Boullion
Jean-Christophe Joël Louis Boullion (Saint-Brieuc, 27 de dezembro de 1969) é um ex-automobilista francês. 

## Carreira

### Início
Estreou no automobilismo em 1982, disputando provas de kart, e aos 18 anos de idade migrou para os monopostos. A primeira categoria como piloto profissional foi a Fórmula Ford 1600, em 1989. No ano seguinte, venceu o campeonato com 200 pontos na classificação - em 10 provas, Boullion venceu 9.
Participou também da Fórmula 3 francesa entre 1991 e 1992, tendo como melhor resultado um 4º lugar na temporada de 1992. Na Fórmula 3000, disputou 17 corridas e foi campeão em 1994, com 3 vitórias. Mesmo assim, não conquistou vaga no grid da Fórmula 1 em 1995.

## A curta passagem pela Fórmula 1
Boullion assinou com a equipe Williams para exercer a função de test-driver. Porém, a Sauber decide afastar Karl Wendlinger após o GP da Espanha e promove a estreia do francês no GP de Mônaco, chegando na oitava posição. Mesmo com desempenho razoável nas corridas, Boullion tinha como ponto mais baixo os treinos classificatórios - a melhor posição de largada foi um 13º lugar no GP da Europa.
Boullion chegou 2 vezes na zona de pontuação - foi 5º colocado no GP da Alemanha e 6º na Itália, obtendo 3 pontos e a 16ª posição na classificação geral. Após a etapa do Pacífico, a Sauber promoveu a volta de Karl Wendlinger à titularidade, e Boullion voltou à função de test-driver da Williams, que exerceria também na Jordan e na Tyrrell até 1998, quando deixou a categoria para dedicar-se às categorias de protótipos.

## 24 Horas de Le Mans
Nas 24 horas de Le Mans, foram 13 participações, principalmente ao serviço da Pescarolo Sport, pela qual competiu entre 2001 e 2003, em 2005 e de 2007 a 2009 - chegou a disputar as Mil Milhas Brasil de 2007, ao lado de seus compatriotas Emmanuel Collard e Romain Dumas. Encerrou sua carreira em 2012, aos 42 anos.